# Legio XXX Ulpia Victrix

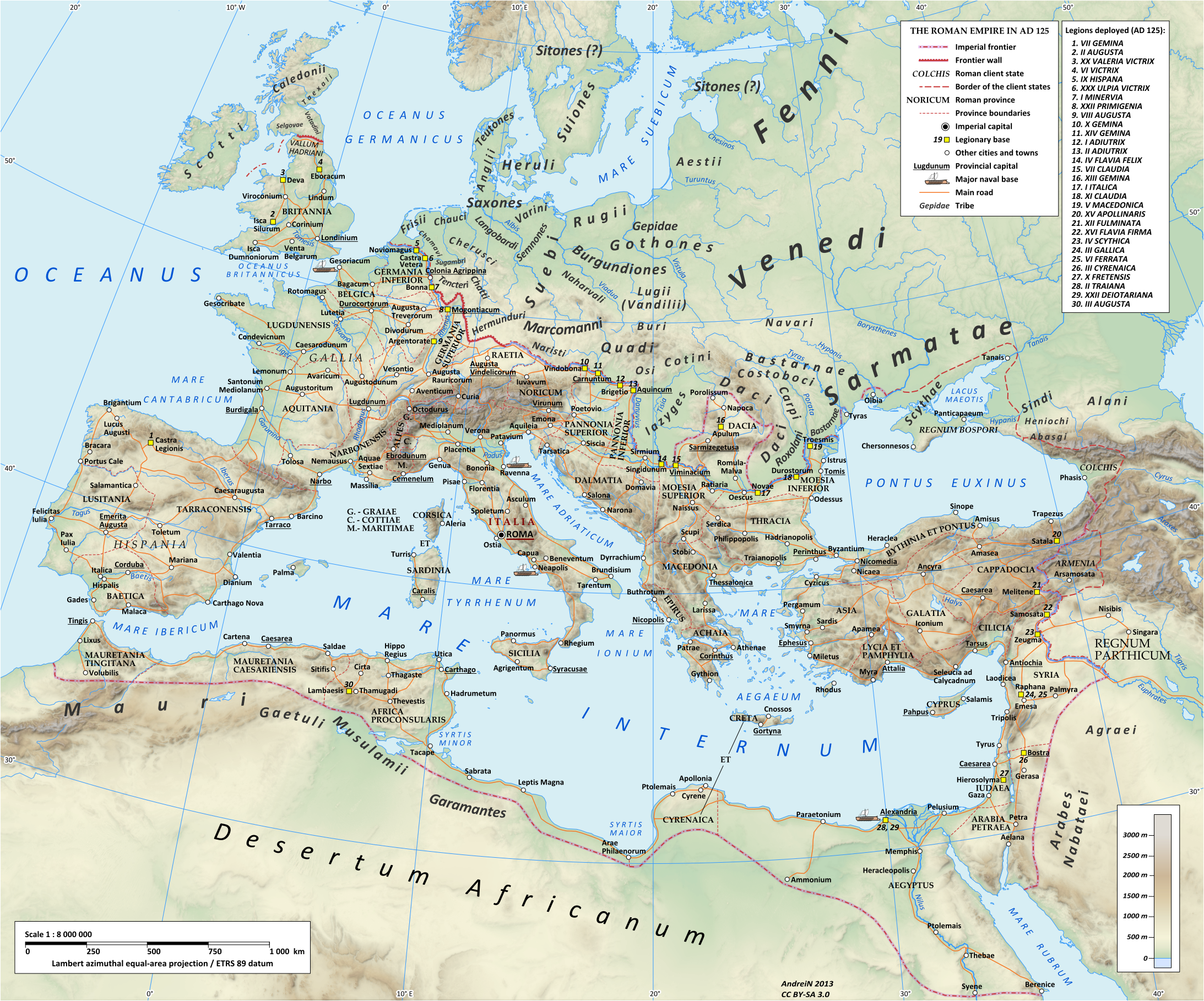
Bản đồ đế quốc La Mã vào năm 125 SCN, dưới thời hoàng đế Hadrian, cho thấy Legio XXX Ulpia Victrix, đóng quân tại Castra Vetera (Xanten, Đức), ở tỉnh Hạ Germania, từ năm 122 SCN tới tận thế kỉ thứ 5

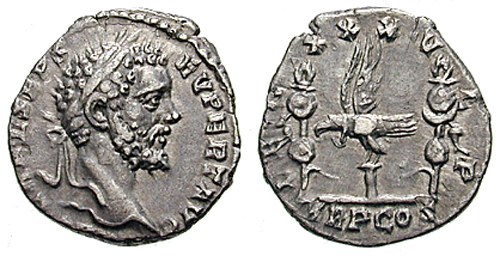
XXX Ulpia Victrix đã ủng hộ viên tướng chỉ huy đạo quân Pannonia, Septimius Severus, trong cuộc chiến tranh giành ngai vàng của ông ta. Đồng denarius này được đúc vào năm 193 để tôn vinh quân đoàn.

Legio trigesima Ulpia Victrix (tiếng Latinh có nghĩa là "quân đoàn Ulpia chiến thắng thứ ba mươi") là một quân đoàn La Mã được hoàng đế Trajan thành lập vào năm 100 và để sử dụng cho các cuộc chiến tranh Dacia của ông. Quân đoàn vẫn còn hoạt động cho đến khi vùng biên giới sông Rhine bị từ bỏ vào đầu thế kỷ thứ 5. Biểu tượng của họ là các vị thần Neptune và Jupiter cùng cung Ma Kết. Ulpia là họ của Trajan, trong khi tên riêng "Victrix" có nghĩa là "chiến thắng".
Căn cứ đầu tiên của quân đoàn nằm ở tỉnh Dacia thuộc khu vực phòng tuyến sông Danube, mặc dù cũng có khả năng đó là đã có một số lính lê dương của quân đoàn tham gia vào chiến dịch Parthia của Trajan. Trong năm 122, quân đoàn đã được chuyển đến Colonia Ulpia Traiana (Xanten ngày nay) tại Hạ Germania, và họ vẫn còn lưu lại đây trong những thế kỷ tiếp theo. Nhiệm vụ chính của họ là xây dựng các công trình và tham gia vào việc giữ gìn trật tự.
Trong thế kỷ thứ 2 và đầu thế kỷ thứ 3, các đơn vị của XXX Ulpia Victrix đã được phái tới Parthia, cũng như ở Gaul, Mauretania và các tỉnh La Mã khác, do tình hình hòa bình tại Hạ Germania.
Trong cuộc nội chiến vào năm 193, XXX Ulpia Victrix đã ủng hộ Septimius Severus, người sau đó ban cho họ danh hiệu Pia Fidelis ("trung thành và trung nghĩa").
Quân đoàn đã được hoàng đế Alexander Severus sử dụng trong chiến dịch chống lại nhà Sassanid của ông vào năm 235. Gần như chắc chắn là nó đã tham gia vào các cuộc chiến tranh chống lại người Frank của Gallienus trong thập niên 250. L. Petronius Taurus Volusianus, người sau này trở thành thuộc về pháp quan thái thú vào năm 260 và thái thú thành thị vào giữa thập niên 260, đã từng là Primus Pilus của quân đoàn vào thời điểm này. Quân đoàn đã đứng về phía đế chế Gallia của Postumus (năm 260-274) và cũng không có nghi ngờ gì khi nó đã phải chịu tổn thất nặng nề sau khi Aurelianus đánh bại Tetricus I trong một trận chiến đẫm máu tại đồng bằng Catalaunian (Châlons-en-Champagne) vào năm 274.
Cùng với sự tái tổ chức lại quân đội La Mã (Constantius I Chlorus), các quân đoàn bảo vệ biên giới bị mất tầm quan trọng của họ vào tay lực lượng comitatus. Sự sụp đổ của khu vực biên giới sông Rhine sau năm 408-410 đã đặt dấu chấm hết cho lịch sử của quân đoàn.